# FS 옐가바
FS 옐가바(Futbola Skola Jelgava)는 옐가바를 연고로 하는 라트비아의 축구 클럽이다. 현재 비르스리가에 참가하고 있다.

## 성적
- 라트비아컵 4회 우승 (2009-10, 2013-14, 2014-15, 2015-16)

## 선수 명단

### 현역
참고: FIFA 자격 규정에 따라 소속된 국가대표팀 국기를 표시합니다. 선수는 복수의 FIFA 비회원국 국적을 가지고 있을 수 있습니다.
| 번호 | 포지션 | 국적       | 이름            |
| ---- | ------ | ---------- | --------------- |
| 12   | DF     | 나이지리아 | 야하야 무하마드 |

| 번호 | 포지션 | 국적 | 이름 |
| ---- | ------ | ---- | ---- |

### 역대
틀:FS 옐가바 선수 명단